# Пригода в інтернаті
«Пригода в інтернаті» — твір із серії «Повернення Шерлока Холмса» шотландського письменника Артура Конана Дойля. Уперше опубліковано Strand Magazine у 1904 році.
Сам автор пізніше заніс цю історію до свого списку «12 улюблених історій про Шерлока Холмса».

## Сюжет
До Холмса навідується Торнікрофт Хакстейбл, засновник і голова підготовчої школи в Північній Англії. Він благає поїхати з ним у Маклетон, щоб допомогти розшукати учня, що пропав.
Батько хлопчика, герцог Холдерніс, запропонував винагороду в 5000 фунтів стерлінгів тому, хто скаже, де його син і ще 1000 тому, хто скаже, хто викрадач.
Батьки хлопчика не живуть разом, його мати переїхала в Південну Францію. Після прибуття до школи хлопчик почувався добре, не виникало ніяких проблем.
Однак менш як за два тижні він зник. Він міг залишити будівлю, злізши зі свого вікна. Цікавий факт, що в ту ж ніч зник один з учителів, містер Хайдеггер, разом зі своїм велосипедом. У день зникнення хлопчик отримав лист від батька, та містер Хакстейбл говорить, що не знає, про що в ньому йшлося. Хлопчик забрав листа з собою. Вчитель же залишив свою сорочку та шкарпетки.

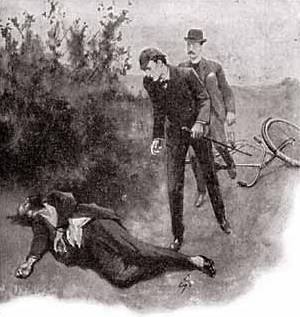
Холмс знаходить тіло Хайдеггера

Детектив задає герцогу кілька запитань. Він говорить, що не думає, що в зникненні винна його дружина, також він каже, що ніщо з того, що було в листі, не могло змусити його сина втекти.

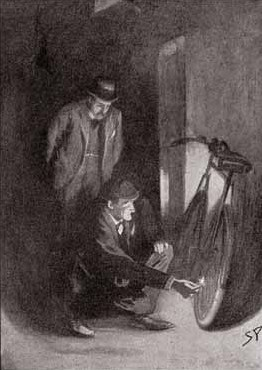
Холмс аналізує велосипед Джеймса Вайлдер

Йдучи, Холмс і Вотсон знаходять шкільний картуз хлопчика в циганському таборі. Ромали присягаються, що знайшли картуз на болотах, та поліція забирає в них головний убір.
Чоловіки знаходять слід велосипеда. Однак він належить не Хайдеггеру, бо він не відповідає його шинам. Далі читання слідів стає важчим, оскільки по них походили корови.
Скоро вони знаходять і сліди велосипеда вчителя, які закінчуються знайденим трупом бідолашного.
Детективу стають зрозумілі деякі речі, зокрема
- Хлопчик покинув школу за власним бажанням;
- Хайдеггер поспішно пішов за ним, побачивши його спустився вниз;
- Хлопчик мав дорослого товариша, тому що він сам не міг розбили голову Хайдеггеру;
- Щось змусило хлопчика піти зі школи в нічний час, або туга за рідною домівкою (малоймовірно) або лист, було зазначено, що отримали.

Холмс і Вотсон знаходять готель. Його господар, Ройбен Хейс, здався їм непривітним. Неподалік вони знаходять дивні коров'ячі сліди. Здавалось, що корови начебто бігли, що є дивною поведінкою для миролюбних корів, причому підкови на них були нові.
Незабаром двоє чоловіків у прикритті бачать велосипедиста, який їхав зі сторони герцога. Це був Джеймс Вайлдер, секретар герцога, який був досить схвильований на вигляд. Він прямує до шинку, потім виходить і йде. Через деякий час невідома особа прибуває до готелю.
Підійшовши ближче, Холмс вивчає велосипедні шини Вайлдера та зазначає, що вони такі ж, як ті, що їм зустрілися першими на болоті, навіть з таким же дефектом. Холмс використовує Вотсон як драбину, щоб подивитися на нараді, що відбувається в будівлі.
На наступний ранок, вони йдуть до герцога і Холмс просить 6000 фунтів стерлінгів винагороди, звинувачуючи у злочині самого герцога.
Як виявилося, Вайлдер позашлюбний син герцога. Саме він задумав крадіжку законного спадкоємця герцога, знаючи, що батько не подасть скаргу до поліції на нього.
Усе закінчується добре, крім одного: Хейсу світить шибениця, бо це він убив учителя. Герцог просить примирення в колишньої дружини, Вайлдер їде до Австралії шукати щастя там.
Щодо дивних слідів: вони були залишені конями з підковами у вигляді коров'ячих копит. Цю ідея запозичена з грецької міфології. Гермес, крадучи худобу брата Аполлона, підкував її у вигляд конячих, знаючи, що брат проігнорує сліди коней.